# 栁瀬一樹
栁瀬 一樹（やなせ かずき、1977年〈昭和52年〉10月7日 - ）は、日本のアニメ宣伝プロデューサー。

## 来歴
東京都生まれ。2002年（平成14年）、上智大学外国語学部を卒業。学生時代はTRPGに興じ、角川書店主催のイベントに入り浸っていたことから出版社を志望し、角川書店の採用試験を受けたものの一次選考で落ち、その後、株式会社NTTドコモに入社。NTTドコモの採用面接では「私は空き時間の全てをゲームに注ぎ込んで来たので、これからケータイでゲームが動くようになる未来が想像できます」と言って採用されたと述懐している。NTTドコモ入社後、栗田穣崇のチームに入り、モバイルコンテンツに関する業務を担当した。また、「dアニメストア」の立ち上げに携わり、サービスの企画や設計を担当したほか、2012年からはdアニメストアのTwitterアカウントの運用を担当した。その際に担当者である自身の個性を出すことやファンと同じ目線で伝えることを心がけ、利用者からのリクエストを受け付けたり、ゴールデンウィーク期間中のキャンペーンとして、利用者がずっと家に居られるように抽選で選ばれた利用者に5日間ピザを届けるなどの施策を講じた。
2016年（平成28年）、KADOKAWAに入社。KADOKAWAではアニメソング定額配信サービスである「ANiUTa」の立ち上げに携わった。 3年ほどKADOKAWAで勤務し、親の介護をきっかけに独立。独立後はアニメの宣伝やアニメとのコラボレーションを考えている企業の仲介業務を生業とした。
2016年（平成28年）からは「僕たちは新作アニメのプロモーション映像を3時間かけて一気観したらどのくらいつづきをみたくなるのだろうか？」（略称、つづきみ）というイベントで、企画立案を担当。その際、イベントに来ていた夏目公一朗はじめ『邪神ちゃんドロップキック』（略称、邪神ちゃん）の製作関係者と話す機会を得て、それを機にアニメを宣伝する仕事に需要があると認識するようになった。そんな折、アニメ配信サービスの企画・プロモーションを担当した経験があることから栁瀬に白羽の矢が立ち、『邪神ちゃんドロップキック』の宣伝プロデューサーを担うこととなった。はじめはテレビアニメの宣伝については未経験であったため他作品の施策を調べ、多くのアニメが秋葉原、新宿、池袋などの駅で屋外広告を行っていたことから、栁瀬もそれに倣って秋葉原駅のサイネージ広告枠を購入し、制作したプロモーション映像を流したものの、誰一人として映像を見ていない状況に直面し、施策を根本から見直すこととなった。その際、『アリババと40人の盗賊』の「アリババを殺しに来た男が家の扉にチョークで目印をつけて仲間を呼びに行くが、戻ってくると近所中の扉にチョークで目印が付けられていて何処がアリババの家か分からなくなった」という描写が思い浮かび、それと同じく「漫画・アニメ・ゲームで溢れる秋葉原駅前にアニメの映像を流したところで、それが目立つわけがなく、寧ろ隠してあるとさえ言える」と考え、それ以来、「宣伝は差異が全てである」ということを意識し、他作品がやらないことを中心に宣伝を展開するようになったという。その宣伝手法を用いた初めての試みとして、栁瀬は2018年（平成30年）にエイプリルフール企画として実施した、女子プロレス団体｢スターダム｣とのコラボレーションを挙げており、栁瀬は本作のタイトルである「ドロップキック」とプロレス技の一種であるドロップキックを掛けて、アニメ公式サイトのトップページにある画像を実写のドロップキックの写真に変更することに加え、女子プロレス団体とのコラボレーションを企図し、スターダムを訪ねて本件について説明したところ、ロッシー小川の働きによって、後楽園ホールでイベントを開催することになった。イベントでは本作のキャラクターに扮したプロレスラーがドロップキックを披露するなどの企画を実施した。こうした取り組みについて栁瀬は、「邪神ちゃんは弱者なので、莫大な資金力を背景に圧倒的な物量で攻める戦略を取りようがなく、仕方ないのでやり方そのものを工夫していくことになった」と述懐している。
2023年（令和5年）、東京大学大学院学際情報学府修士課程に入学。
2024年（令和6年）9月9日には、自身の著書で『邪神ちゃんドロップキック』の宣伝プロデューサーとして実践してきた宣伝手法などをまとめた「宣伝は差異が全て　邪神ちゃんドロップキックからマーケティングを学ぶ」が発売された。発売に際しては、「無断転載キャンペーン」と称し、撮影した本の中身をXに投稿することが出来る取り組みを期間限定で実施する旨をSNS上で発表した。同年11月13日には、宮城県白石市でアニメによる地方活性化策を考える講演会「宣伝は差異が全て」が開催された。栁瀬は講師として、地方自治体と協力したアニメ製作などについて紹介し、その中で北海道での製作事例に関して「これまではヒット作が誕生するのを待つだけの受け身だった。それが『呼べば来る」という取り組みになった」と述懐した。

## フィルモグラフィー
- クリオネの灯り（2017年、プロモーション協力）[8]
- 『邪神ちゃんドロップキック』シリーズ
  - 邪神ちゃんドロップキック（2018年、宣伝プロデューサー）[著書 1]
  - 邪神ちゃんドロップキック'（2020年、宣伝プロデューサー）[8]
  - 邪神ちゃんドロップキック' 千歳編（2020年、宣伝プロデューサー）[8]
  - 邪神ちゃんドロップキックX（2022年、企画／宣伝プロデューサー）[8]
  - 邪神ちゃんドロップキック【世紀末編】（2023年、宣伝プロデューサー）[8]
- 『理系が恋に落ちたので証明してみた。』シリーズ
  - 理系が恋に落ちたので証明してみた。（2020年、宣伝プロデューサー）[著書 1]
  - 理系が恋に落ちたので証明してみた。r=1-sinθ（2022年、企画／宣伝プロデューサー）[著書 1][8]
- 恋と呼ぶには気持ち悪い（2021年、宣伝プロデューサー）[著書 1][8]
- 最弱テイマーはゴミ拾いの旅を始めました。（2024年、宣伝プロデューサー）[著書 1][9]
- 異世界ゆるり紀行 〜子育てしながら冒険者します〜（2024年、宣伝プロデューサー）[著書 1][10]
- 華Doll*-Reinterpretation of Flowering-（2025年、宣伝プロデューサー）
- 遠井さんは青春したい！『バカとスマホとロマンスと』（2025年、宣伝プロデューサー）[11]

## 邪神ちゃんドロップキック
『邪神ちゃんドロップキック』について、栁瀬は「『邪神ちゃん』で人生が変わった感じがする」と述べており、ふるさと納税を活用した特別編の製作を通して、「少子高齢化に悩む地方自治体が全国に向けて街の魅力をPRする一助になれるかもしれない」「今では全くうまくいってないクールジャパンというものを変えられる可能性があるんじゃないか」と考え、社会学を学ぶきっかけになったという。また、同作の製作総指揮の夏目公一朗は、栁瀬について「『邪神ちゃん』に対する強い情熱があるが故に勇み足がある」と評価しており、栁瀬自身も「製作関係者は頭がおかしくて愛のある人しか残っていない」と述べており、テレビアニメ第3期の放送に際しては、足りなかった資金を関係者が自腹を切って補填し、自身も『邪神ちゃん』で稼いだお金はすべて『邪神ちゃん』に使用して儲けが無くなったという。

### アニメ製作
本作の製作委員会について、栁瀬は「製作委員会には大手資本が入っておらず、アニメ製作に不慣れなメンバーばかりであった」と述べており、これに加えて栁瀬自身も定型的な宣伝手法や製作委員会の意思決定の流儀について浅学であったため、固定観念や先入観に縛られることなく、製作関係者に必要最低限の確認を取りながら効率良く仕事を進めることが出来たと評している。また、厳格な製作委員会の場合、ホームページの差し替えにも関係者に確認をとる必要があり、その様な手法は間違いを未然に防ぎ、合議制であるため自分自身も責任を取る必要がないという利点があるが、本作の製作委員会にはその様な慣習がなく、栁瀬自身も生産性の観点からその様な手法は取るべきでないと考え、栁瀬が自身の担務に責任を負う代わりに、関係者に事前照会をかけずに栁瀬と関係者とで分業する手法を取ったという。一方で、全ての担務において分業する手法を取ることには懐疑的であるとし、この様な手法を取る際の判断基準として、栁瀬は「作品が生き残るのに有効かどうか」という点であるとし、この考えは原作者のユキヲと編集担当者の石川翼による「邪神ちゃんが生き残るためなら何でもやって下さい」という言葉が原点となったと自身の著書で述懐している。また、栁瀬はこの『邪神ちゃん』の生き残りため、コミュニティを作ることを企図し、そのためにテレビアニメ放送後も一緒にやり取りできるメディアを作らなければいけないと考え、邪神ちゃんのファンを「邪教徒」と呼称し、組織的に展開していく施策を取った。さらに東京大学の講演においては、媒体にお金を払って宣伝を行うよりも話題性のある施策を展開してそれを媒体に取り上げてもらう方向を目指していると述べており、「宣伝のなんでもあり感」が、原作の作風や時代の閉塞感にマッチしているのではないかと分析している。

### クラウドファンディング
1期終了後、栁瀬は『邪神ちゃんドロップキック』第2期の放送に向け、「1期のブルーレイとDVDが2000枚売れたら第2期を制作する」と宣言。その後、制作が決定したものの、宣伝予算が足りない状況で、そんな中で本作の声優たちが「天使組（ぺこら、ぽぽろん、ぴの）でキャラクターソングを作りたい」と話しているところを聞き、栁瀬はこの費用をクラウドファンディングで捻出する策を思いつき、ニッポン放送の吉田尚記アナウンサーのアドバイスのもと、実施する運びとなった。このクラウドファンディングを通して栁瀬は、「実際やってみるとすさまじいコストがかかることが分かった」と述べており、発送業務の負担が大きかったと振り返っている。その後、幾度とクラウドファンディングを実施し、第4期を目指すクラウドファンディングでは1億円以上の資金が集まった。

### ふるさと納税
栁瀬曰く、邪神ちゃん役を務める鈴木愛奈が北海道千歳市出身で、声優として活動する以前から民謡コンクールで優勝し、千歳市から表彰されるなど、地元での知名度が高かったことから、本作とコラボレーションする以前から千歳市観光課が鈴木をシティプロモーションに活用することを模索していた。そんな折、製作委員会メンバーである北海道文化放送の関係者が千歳市と栁瀬を引き合わせる機会を得て、そこで栁瀬がふるさと納税を活用したアニメ製作を提案したところ千歳市がこれを了承。千歳市の名所や名産品をPRする『千歳編』が製作されることとなり、日本初の試みとしてNHK等のメディアで取り上げられた。その後、栁瀬は千歳市側にアピールしたい名所についてヒアリングし、監督や脚本家と共にロケーション・ハンティングを行うこととなった。その際に意識したこととして、栁瀬は「観光者の視座」であるとし、「地元の人が当たり前に見えるものでも、よそ者には目新しく見える観光資源はたくさんある」という考えのもと、ロケハンメンバーに対しては「まずは皆さんにたっぷりその土地を楽しんで頂き、それを邪神ちゃんたちにも体験させてあげてください」と要望した。その後、ふるさと納税は目標額の2000万円を上回る1億8438万円が集まり、2020年（令和2年）6月に『千歳編』が放送された。『千歳編』放送後、テレビアニメ第3期において北海道帯広市、釧路市、富良野市、長崎県南島原市の4市のふるさと納税を活用したテレビアニメを製作することが発表され、これら特別編が制作されて放送されたが、2022年（令和4年）11月15日の富良野市議会決算審査特別委員会で、『富良野編』において、本作のキャラクターであるメデューサが「内臓が高く売れますように」と書かれた絵馬を掲げるシーンがあったことなどが問題視され、2021年度一般会計決算が不認定となった。
当時の心境について栁瀬は、その日は京都へ出張に行く用事があり、その準備をしている最中、Yahoo!ニュースの「アニメ不適切認定」という見出しを見つけ、どこのアニメか気になって記事をタップしたところ、邪神ちゃんのことだったので心底驚いたと自身の著書で述べており、情報収集していくうちに、まるで自分の娘を馬鹿にされているような気持ちになり、怒りが沸々と湧いてきたとBS日本の取材の中で述懐している。その後、関係者間での対策会議が開かれ、栁瀬はインフラを担う企業に勤めた経験から危機管理広報は素早い初動が大事であると判断し、ニュースが出回るタイミングまでに製作サイドとしてのスタンスを示すべきと主張した。その際の態度として、遺憾の意を示すことは避け、富良野市のイメージを落としかねないという意見を否定せずに視聴者に判断を委ねるという姿勢を示し、YouTube上で『富良野編』を1週間限定で無料公開したり、Twitter上で「視聴後に富良野市のイメージが上がったか、下がったか」を問うアンケートを実施するなどの対応を講じた。その後、同年11月30日の富良野市議会定例会において採決が行われ、その結果、認定の可否が8対8の同数となり、地方自治法第116条第1項に基づく議長決裁で黒岩岳雄議長（当時）が認定とした。市議会での決算認定後、栁瀬はこれら一連の出来事に関して、IPが大きくなり、新しい活動を行っていく際には「公共圏における表現のあり方」というのは不可避な課題であると評価し、実施したアンケートの調査結果などを北海道大学のフォーラムで発表した。

### 違法アップロードと二次創作
第3期放送開始後、初音ミクの登場シーンを切り抜いた違法アップロード動画が数日で550万回以上も再生される事態を受け、栁瀬はそれに対抗する形で同じ映像を公式からも発信し、違法アップローダーが考えた英語字幕やハッシュタグ類を模倣したり、「#違法より早い」というハッシュタグをつけてテレビで放送される前の本編映像をアップロードするなどの施策を講じた。その後、栁瀬は某寿司チェーン店の社長が海賊を傘下に収めることで海賊を撲滅したという話を聞き、そこから着想を得て、違法アップロード動画を検知する「Content ID」という機能を活用し、違法アップローダーを味方にすることを考えたが、「Content ID」を使用するための審査基準を満たしていないことで頓挫した。そんな折、KADOKAWAのYouTubeチームからの協力を得られることとなり、KADOKAWAが提供する「二次クリエイターサポートプログラム」（CSP）とドワンゴが提供する「ニコニ・コモンズ」を活用し、YouTubeやニコニコ動画内で公開される切り抜き動画などを収益化し、収益を製作委員会と折半するシステムを導入することとなった。これらの施策について栁瀬は、有料動画配信サービスの再生数を落とすことなく、切り抜き動画等の広告収入を稼ぐことができ、パトロールや動画削除にかかるコストを削ることが出来たと評価している。その後、これらの取り組みを紹介する記事がYahoo!ニュースで取り上げられ、その記事に寄せられた「二次加工側としては今までよりも切り抜く必要がなくなったのでMADを作りやすくなったのは？」というコメントをきっかけに、公式が提供した切り抜き動画をMAD動画の素材にする施策を考え、公式Twitter上でMAD動画等の二次創作を奨励する旨を発信し、2022年8月にはドワンゴとのコラボ企画として「邪神ちゃんMAD&動画投稿祭」を開催した。この取り組みについて、NTTドコモ時代の上司でニコニコ代表の栗田穣崇は、「公式に認められたということでMAD動画制作者のモチベーションも大きく上がり、この取り組み自体も大きくバズり、MAD動画という言葉の世の中への認知も高めてくれた。MAD動画がプロモーションに寄与するということが知られて、権利者に黙認される傾向も高まったのではないか」と評価し、これらの取り組みが、2024年（令和6年）7月に経済産業省が公開した「音楽ビジネスに関するレポート」のヒット事例の要因に「MAD動画」が紹介されたことの遠因になったのではないかと指摘している。

## 著書
- 『宣伝は差異が全て：邪神ちゃんドロップキックからマーケティングを学ぶ』太田出版、2024年9月9日。ISBN 978-4778319663。

### 文献
1. 1 2 3 4 5 6 7 8 9 10 11 12 13 14  著書, p. 252-256, あとがき
2. ↑  著書, p. 2-3, 筆者挨拶
3. 1 2 3  著書, p. 109-112, 公式MAD動画コンテストを実施する
4. 1 2  著書, p. 51-54, 運用スタンス
5. 1 2 3 4  著書, p. 5-10, 始まりの地秋葉原、最初の敗北と凱旋
6. 1 2 3  著書, p. 36-40, 邪神ちゃん製作委員会と意思決定
7. 1 2  著書, p. 199-203, クラウドファンディング事例
8. 1 2 3 4 5  著書, p. 207-212, 千歳市
9. 1 2 3 4 5  著書, p. 217-219, 富良野市
10. ↑  著書, p. 73-75, 違法より早い切り抜きの誕生
11. 1 2 3  著書, p. 78-85, 違法アップローダーを味方にしよう